# メルセデス・ベンツ・W221

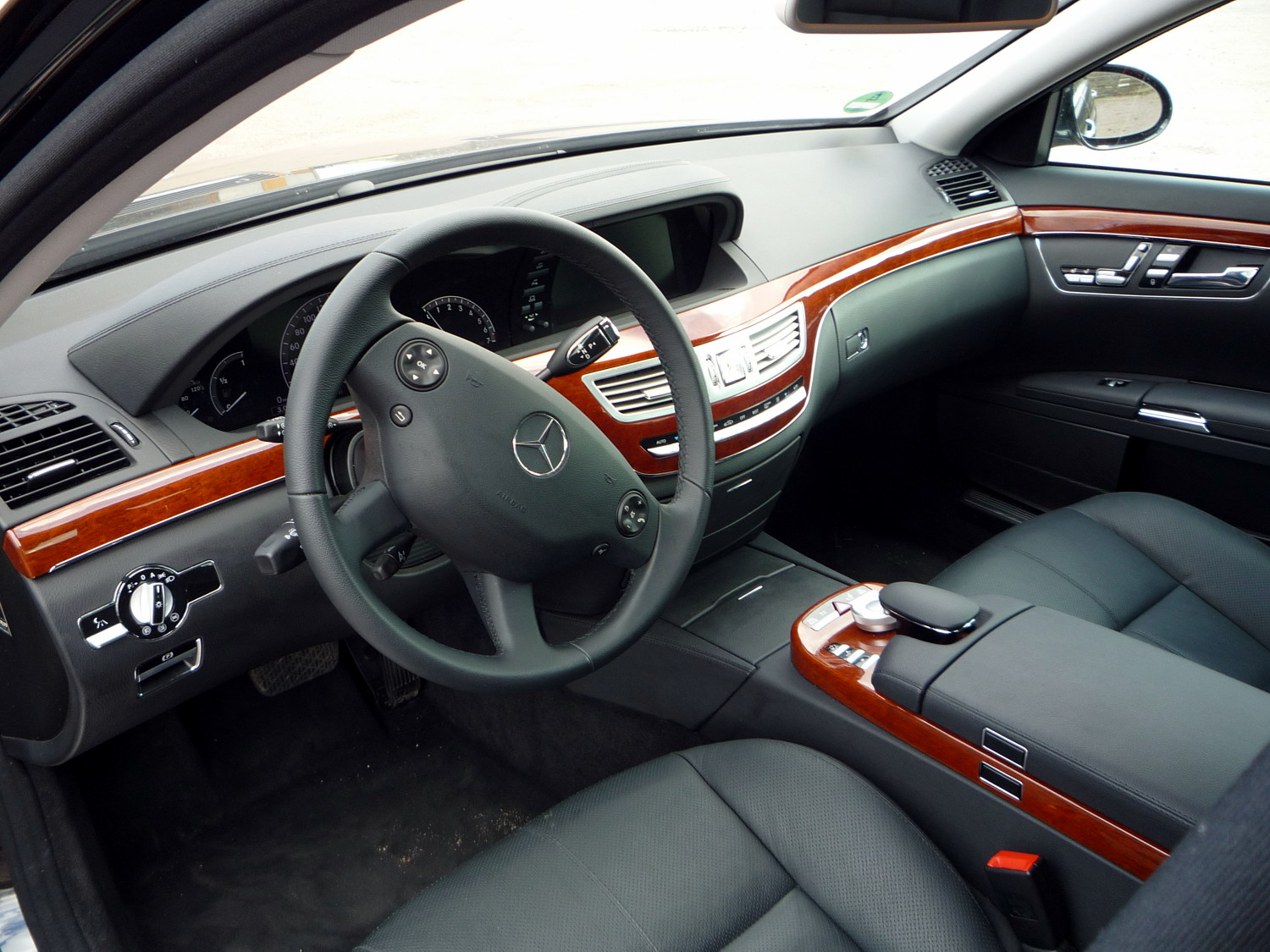
S350（前期型） インテリア

メルセデス・ベンツ・W221（Mercedes-Benz W221 ）は、ドイツの自動車メーカーであるメルセデス・ベンツ・グループがメルセデス・ベンツブランドで展開しているSクラスの、5代目モデルである。W221はそのコードネーム。2005年から2013年まで製造・販売された。なお、メーカー公式防弾車両の「w221ガード」はリムジン版の「プルマン」も含め2015年まで製造された。
派生モデルとしてクーペタイプのCLクラス（C216）が登場している。なおロングボディ仕様には別途「V221」というコードネームがあるが、通常はそれも含め「W221」と呼ばれる。

## 概要
先代のW220が丸く、エレガントな外観を持っていたのに対し、W221（以下、V221も含む）は力強い印象の外観を持つ。大型のフロントグリルとオーバーフェンダーが特徴的である。またドアがプレスドアから、再びW140以来のサッシュ式ドアに戻された。搭載されるエンジンも、ほとんどがSOHCからDOHCに進化した。
ホイールベースが拡大され、居住性が向上している。操作系はBMWの7シリーズの影響を大きく受けており、コンソールには「COMANDシステム」と呼ばれるダイヤルが置かれ、ボタン類が少なくすっきりとした印象を与えている。

### ダイレクトセレクト
ステアリングホイールを握ったまま、シフトレバーを用いて変速操作を行うことができる。シフトアップ、シフトダウンのほか、駐車、後退、ニュートラル、ドライブの切り替えが可能である。そのレバーはステアリングコラムの右側にある。

### 7G-TRONIC
7G-TRONIC（セブンジートロニック）とは電子制御7速ATで、スポーツ走行、通常走行、マニュアル走行の3パターンに切り替えが可能である。ただし、V型12気筒エンジン車には対応していないため、V型12気筒エンジンの「S600ロング」と「S65AMGロング」は電子制御5速ATが設定される。AMGを含め、MTの設定はない。

### 4MATIC
4MATICはフルタイム四輪駆動車であることを表し、駆動配分は前輪対後輪=45対55である。4MATICには専用設計の4ESP（横滑り防止装置）がつく。日本メーカーの後輪駆動系四輪駆動車ではディファレンシャルのため助手席の床が狭い車種が多いが、W221の4マチックは、助手席の床スペースを充分確保している。しかし左ハンドル仕様しかない点が、日本国内での販売の妨げとなっている。

### ハイブリッドカー
2009年、メルセデス・ベンツの乗用車としては初のハイブリッドカーである「S400 HYBRID」がW221に追加された。このモデルはマイルドハイブリッド（ガソリンエンジン+モーター）であり、またリチウムイオン二次電池を搭載した世界初の量産車である。このモデルには標準仕様およびロングが用意され、右ハンドル仕様は製造されなかったものの、日本にも「Sクラス・ハイブリッド」として導入された。

## 日本市場での歴史

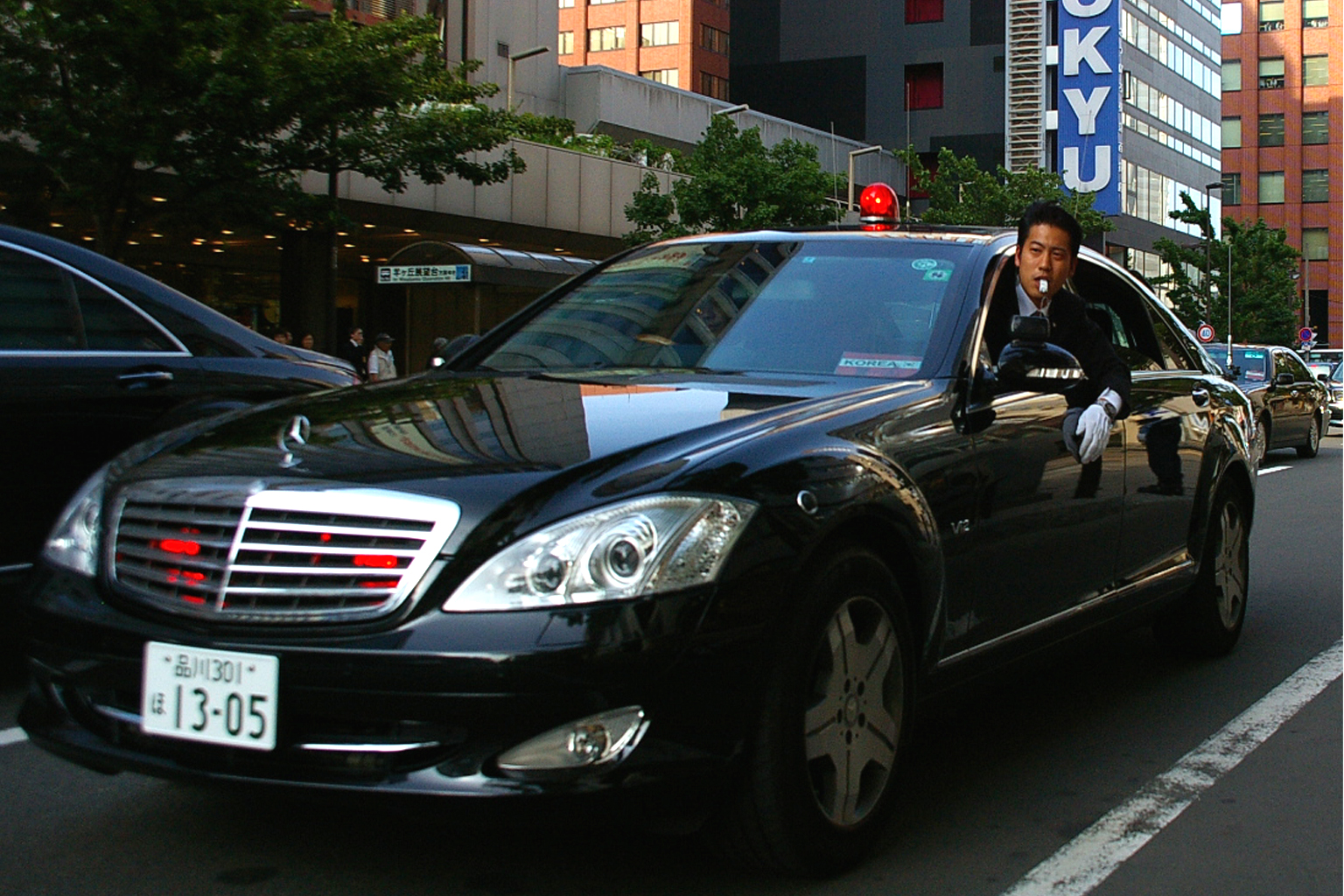
警視庁の警護車（S600L・右ハンドル防弾仕様）

- 2005年10月 - 「S350」「S500」「S500ロング」が日本で発売開始となる。全車左・右ハンドル仕様を用意。
- 2006年5月「フランクフルトモーターショー」にて防弾仕様の「メルセデス・ベンツw221ガード」を発表。
- 2006年5月 - AMGモデルの「S65 AMGロング」を追加。左ハンドル仕様のみ。
- 2006年6月 - 5,513ccV型12気筒エンジン搭載の「S600ロング」を追加。左ハンドル仕様のみ。
- 2006年11月 - フルタイム4WD仕様の「S550 4MATIC」を追加。左ハンドル仕様のみ。同時に「S500」から「S550」に呼称変更。
- 2007年3月 - AMGモデルの「S63 AMGロング」を追加。左・右ハンドル仕様を用意。
- 2009年9月 - マイナーチェンジ。前後ライトの意匠を変更。LEDデイライトを装備。輸入車としては初[1]となるハイブリッドモデル「ハイブリッドロング」を発売。また「S550 4MATIC」を、「S550 4MATICロング」へと変更。
- 2010年4月 - 先進の自動追従型クルーズコントロール「ディストロニック・プラス」を「S550」・「S550 ロング」・「S550 4MATIC ロング」・「S600 ロング」・「S63 AMG ロング」・「S65 AMG ロング」のオプションに追加。
- 2010年11月 - ロングホイールベースのみのラインアップだったハイブリッドモデルに、通常ホイールベース車「ハイブリッド」を追加。合わせて、「S63 AMG ロング」のエンジン、エクステリアを変更し、再びマイナーチェンジ。
- 2011年7月 - 「S350」「S550」「S550 ロング」「S550 4MATICロング」のエンジンが変更され、「S350ブルーエフィシェンシー」「S550ブルーエフィシェンシー」「S550ブルーエフィシェンシーロング」「S550ブルーエフィシェンシー 4MATIC ロング」に呼称変更[2]。なお、「S350ブルーエフィシェンシー」は「平成21年度排出ガス基準+75%（☆☆☆☆）」と「平成22年度燃費基準+25%」を同時に達成した。
- 2011年11月 - 一部改良。ハイブリッドモデルを除く全グレードで、日本初となる天候や昼夜の影響を受けにくい24GHz帯超広帯域レーダーを前後左右に設置し、前方衝突の危険性を検知するとドライバーのブレーキ操作をサポートする「BAS（ブレーキ・アシスト・システム）プラス」・「PRE-SAFEブレーキ」、車線変更などで車両斜め後方の死角エリアをモニタリングし、衝突の危険性を検知すると各輪独立の自動ブレーキ介入によってコースを修正する「アクティブブラインドスポットアシスト」、渋滞追従機能を備えたクルーズコントロール「ディストロニック・プラス」、搭載されたカメラにより車線が外れていることを検知するとステアリングが微振動しドライバーに警告を促すとともに、各軸独立のブレーキの自動制御によって車線逸脱を回避する「アクティブレーンキーピングアシスト」で構成される予防安全システム「レーダーセーフティーパッケージ」を標準装備した（これに伴って、ハイブリッド車を除く車両本体価格が一律10万円値上げとなる）。
- 2012年5月 - 「S550ブルーエフィシェンシーロング」、「S63 AMGロング」をベースに、ラグジュアリーシートパッケージ、AMGスポーツパッケージ（S550のみ）、20インチ AMG 5ツインスポークアルミホイール、パノラミックスライディングルーフ、designoフロアマットを特別装備するとともに、オプションのdesignoカラーを含む6色のボディカラー（有償4色あり）と4色から選べるdesignoフルレザーインテリアを採用した特別仕様車「designo Limited」を発売。60台（S550は40台、S63は20台）の台数限定で、受注生産での販売となる。納車は同年10月の予定である。
- 2012年8月 - 「S350ブルーエフィシェンシー　グランドエディション」、「S550ブルーエフィシェンシーロング　グランドエディション」が発売。AMGスポーツパッケージを標準装備。「S550ブルーエフィシェンシーロング　グランドエディション」はラグジュアリーパッケージを標準装備。「S350ブルーエフィシェンシー　グランドエディション」は本革シート、メモリー付きパワーシートなど以外にもガラススライディングルーフを追加して55万でラグジュアリーパッケージをオプションで用意している。両者とも従来モデルより10万円高に抑えられている。

## 日本でのグレード一覧
| グレード                                                                            | エンジン                                                                  | 変速機                 | 駆動方式 | 備考 | 発売日                         | 価格                        |
| ----------------------------------------------------------------------------------- | ------------------------------------------------------------------------- | ---------------------- | -------- | --- | ------------------------------ | --------------------------- |
| S350 ブルーエフィシェンシー グランドエディション                                    | 276型 V型6気筒 DOHC 3,499cc（306PS/37.7kg・m）                            | 7Gトロニックプラス     | FR       | 以前は272型 V型6気筒 DOHC 3,497cc（272PS/35.7kg・m）を採用していたが、2011年7月のマイナーチェンジに伴い変更。同時に「S350」から「S350 ブルーエフィシェンシー」に呼称変更。2012年8月、「S350ブルーエフィシェンシー」からAMGスポーツパッケージを特別装備した「S350ブルーエフィシェンシー グランドエディション」に変更・発売。 | 2011年7月                      | 1085万円                    |
| S500 ブルーエフィシェンシー S500 ブルーエフィシェンシー ロング グランドエディション | 278型 V型8気筒 DOHC ツインターボ 4,663cc（435PS/71.4kg・m）               | 7Gトロニックプラス     | FR       | 以前は273型 V型8気筒 DOHC 5,461cc（387PS/54.0kg・m）を採用していたが、2011年7月のマイナーチェンジに伴い変更。2012年8月、「S500ブルーエフィシェンシーロング」は、AMGスポーツパッケージ、ラグジュアリーパッケージを特別装備した「S500ブルーエフィシェンシーロング グランドエディション」に変更・発売。                        | 2011年7月                      | 1385万円 1545万円（ロング） |
| S600 ロング                                                                         | 275型 V型12気筒 SOHC ツインターボ 5,513cc（517PS/84.6kg・m）              | 5速AT                  | FR       | 右ハンドル仕様の防弾車が警視庁、大阪府警察、京都府警察に警護車として導入されている。 | 2009年9月                      | 2060万円                    |
| S500 ブルーエフィシェンシー 4MATIC ロング                                           | 278型 V型8気筒 DOHC ツインターボ 4,663cc（435PS/71.4kg・m）               | 7Gトロニックプラス     | 4WD      | 以前は273型 V型8気筒 DOHC 5,461cc（387PS/54.0kg・m）を採用していたが、2011年7月のマイナーチェンジに伴い変更。同時に「S500 4MATIC Long」から呼称変更。 | 2011年7月                      | 1595万円                    |
| Sクラス・ハイブリッド Sクラス・ハイブリッド ロング                                  | 272型 V型6気筒 DOHC 3,497cc（272PS/35.7kg・m） モーター（20PS/16.3kg・m） | 7Gトロニック           | FR       | 欧州ではS400 HYBRID Long/S400 HYBRIDと名乗る。 なお、日本仕様の名称は「Sクラス・ハイブリッド」でありS400の呼称はつかないが、リアエンブレムは欧州仕様と同じく「S400 HYBRID」である。 | 2011年11月 2009年9月（ロング） | 1270万円 1405万円（ロング） |
| S63 AMG ロング                                                                      | 157型 V型8気筒 DOHC ツインターボ 5,461cc（544PS/81.6kg・m）               | AMGスピードシフトMCT-7 | FR       | 以前は156型 V型8気筒 DOHC 6,208cc（525PS/64.2kg・m）を採用していたが、2010年11月のマイナーチェンジに伴い変更。 | 2010年11月                     | 2302万円                    |
| S65 AMG ロング                                                                      | 275M60型 V型12気筒 SOHC ツインターボ 5,980cc（629PS/102.0kg・m）          | AMGスピードシフトMCT-7 | FR       | 以前は275M60型 V型12気筒SOHC 5,980cc（612PS/102.0kg・m）を採用していたが、2010年11月のマイナーチェンジに伴い変更。 | 2010年11月                     | 3050万円                    |
| S600 Guard プルマン                                                                 | S65AMGと同様                                                              | AMGスピードシフトMCT-7 |          | 不明 | 2009年5月                      | １億2500万円〜2億1500万円   |

## ドイツ本国グレード

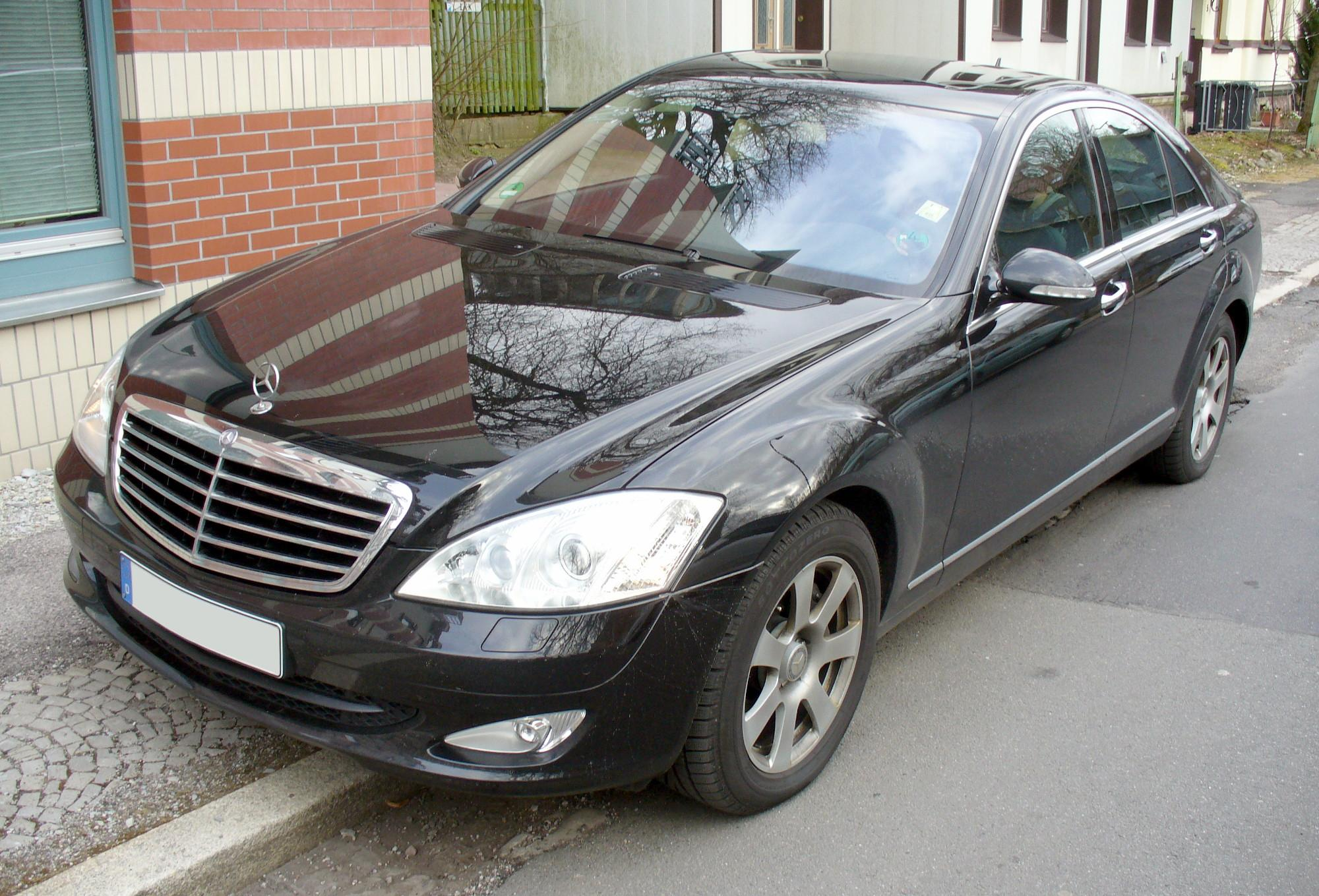
S350（前期型） フロント

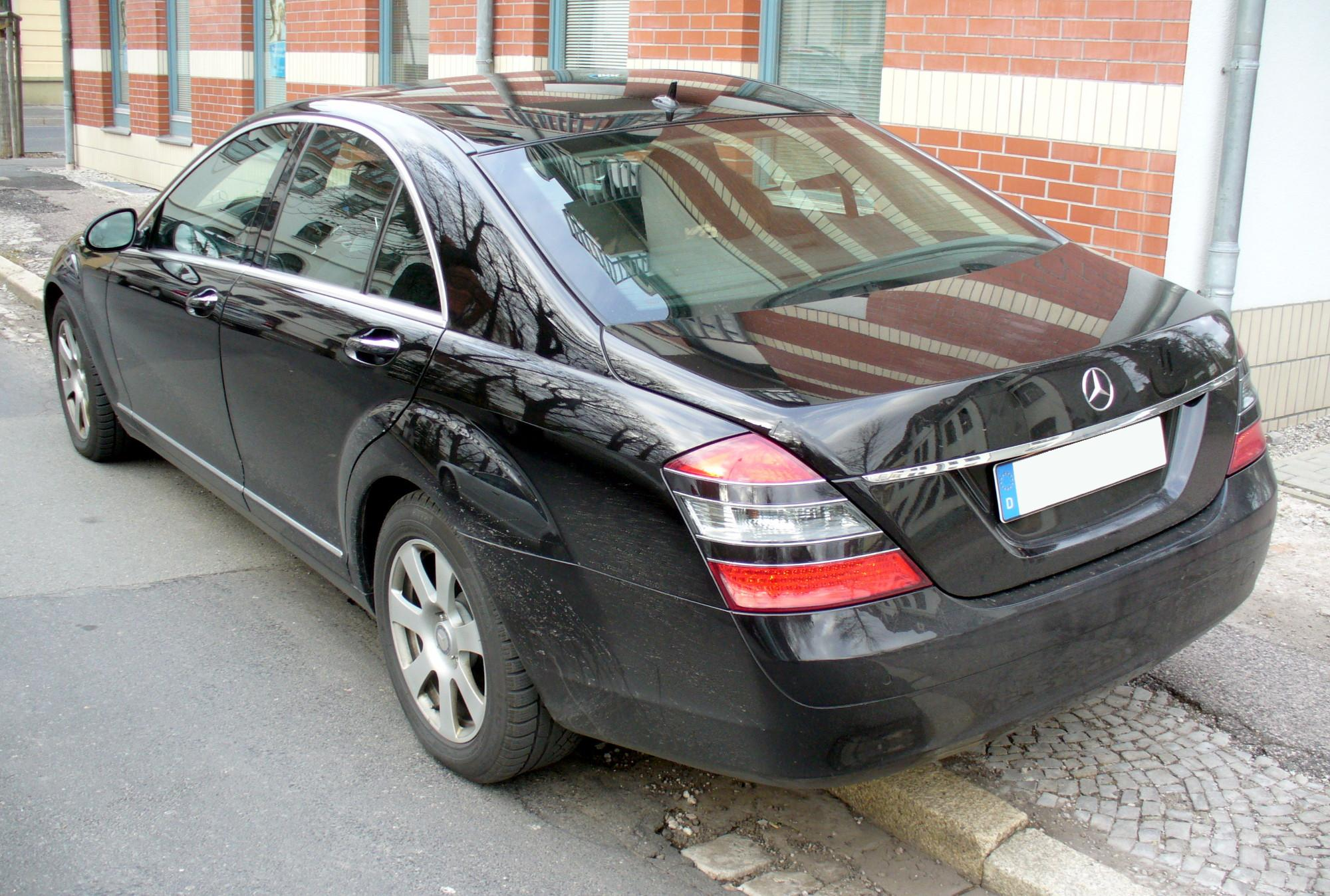
S350（前期型） リア

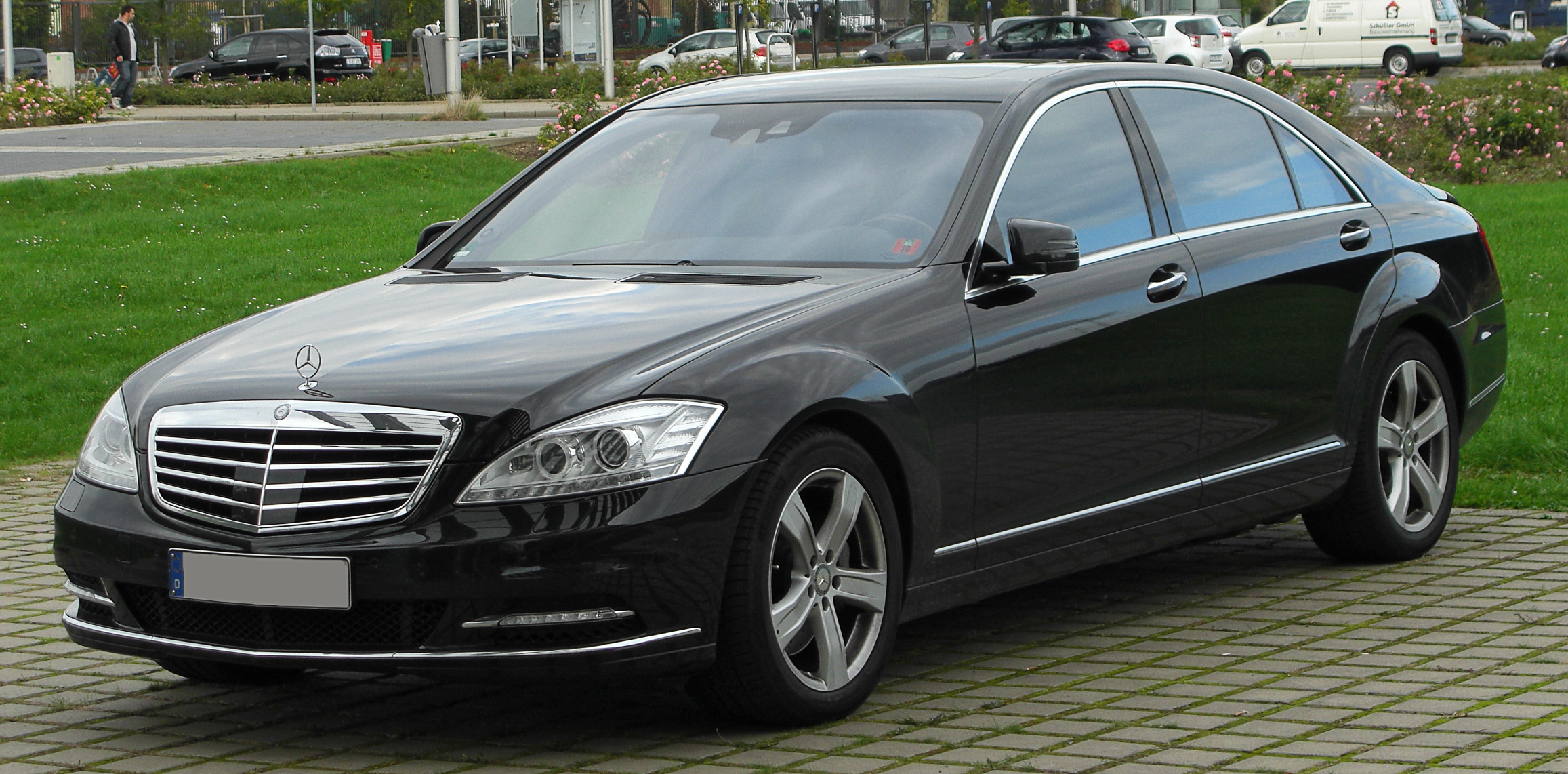
S400L ハイブリッド（後期型） フロント

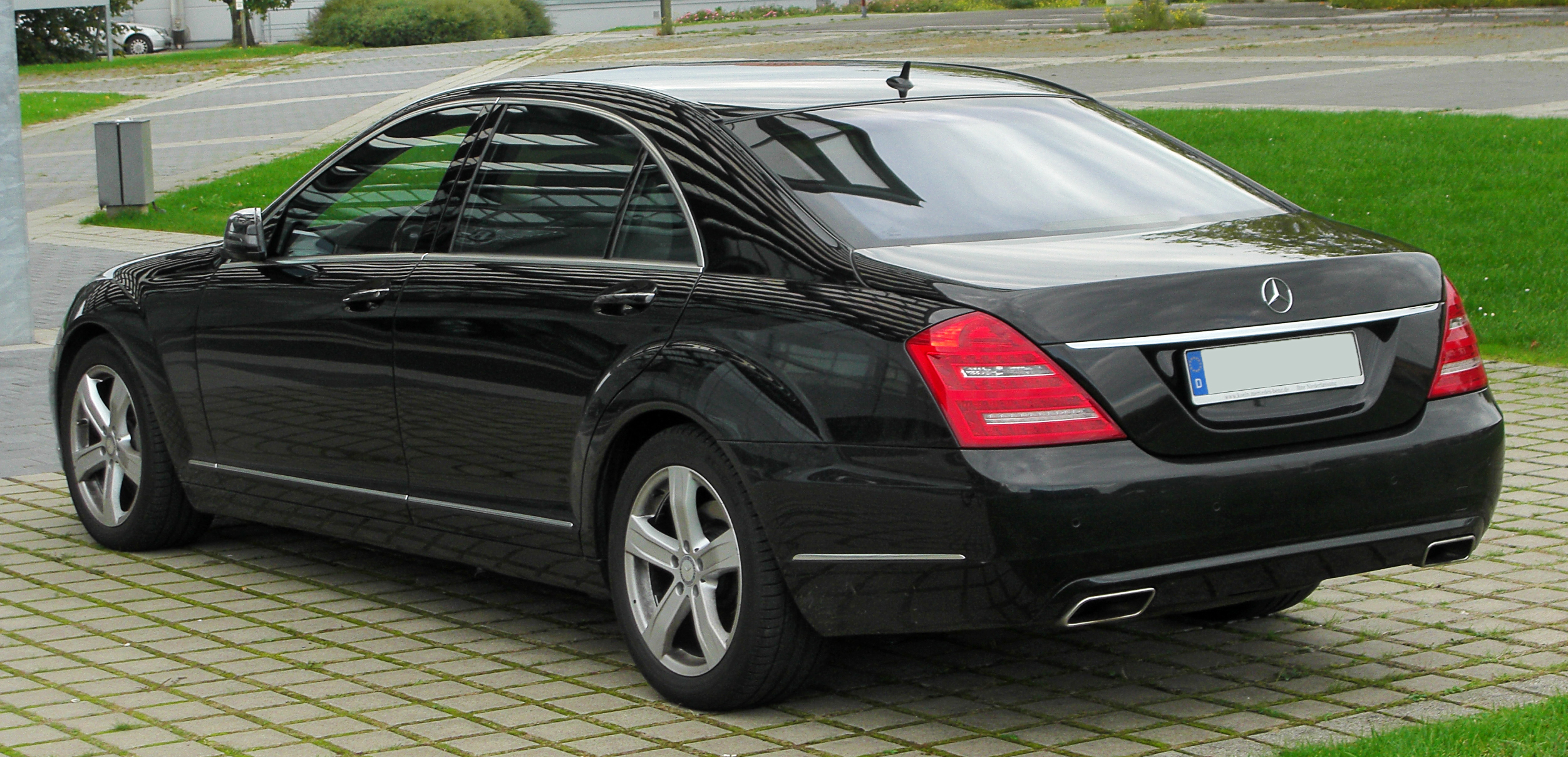
S400L ハイブリッド（後期型） リア

| グレード                            | エンジン                      | 変速機                 | 駆動方式 |
| ----------------------------------- | ----------------------------- | ---------------------- | -------- |
| S250 CDI ブルーエフィシェンシー     | 直列4気筒 150kW（204PS）      | 7G-TRONIC PLUS         | FR       |
| S350 ブルーテック                   | V型6気筒 190kW（258PS）       | 7G-TRONIC PLUS         | FR       |
| S350 ブルーテック 4MATIC            | V型6気筒 190kW（258PS）       | 7G-TRONIC PLUS         | 4WD      |
| S350                                | V型6気筒 200kW（272PS）       | 7G-TRONIC              | FR       |
| S350 ブルーエフィシェンシー         | V型6気筒 225kW（306PS）       | 7G-TRONIC PLUS         | FR       |
| S350 4MATIC                         | V型6気筒 200kW（272PS）       | 7G-TRONIC              | 4WD      |
| S350 4MATICブルーエフィシェンシー   | V型6気筒 225kW（306PS）       | 7G-TRONIC PLUS         | 4WD      |
| S400 ハイブリッド                   | V型6気筒 205+15kW（279+20PS） | 7G-TRONIC              | FR       |
| S500                                | V型8気筒 285kW（388PS）       | 7G-TRONIC              | FR       |
| S500 ブルーエフィシェンシー         | V型8気筒 320kW（435PS）       | 7G-TRONIC              | FR       |
| S500 4MATIC                         | V型8気筒 285kW（388PS）       | 7G-TRONIC              | 4WD      |
| S500 4MATIC ブルーエフィシェンシー  | V型8気筒 320kW（435PS）       | 7G-TRONIC PLUS         | 4WD      |
| S250L CDI                           | 直列4気筒 150kW（204PS）      | 7G-TRONIC PLUS         | FR       |
| S350L ブルーテック                  | V型6気筒 190kW（258PS）       | 7G-TRONIC PLUS         | FR       |
| S350L ブルーテック                  | V型6気筒 190kW（258PS）       | 7G-TRONIC PLUS         | FR       |
| S350L ブルーエフィシェンシー        | V型6気筒 225kW（306PS）       | 7G-TRONIC PLUS         | FR       |
| S350L 4MATIC ブルーエフィシェンシー | V型6気筒 225kW（306PS）       | 7G-TRONIC PLUS         | 4WD      |
| S500Lブルーエフィシェンシー         | V型8気筒 320kW（435PS）       | 7G-TRONIC PLUS         | FR       |
| S350L                               | V型6気筒 200kW（272PS）       | 7G-TRONIC              | FR       |
| S350L 4MATIC                        | V型6気筒 200kW（272PS）       | 7G-TRONIC              | 4WD      |
| S400L ハイブリッド                  | V型6気筒 205+15kW（279+20PS） | 7G-TRONIC              | FR       |
| S500L                               | V型8気筒 285kW（388PS）       | 7G-TRONIC              | FR       |
| S500L 4MATIC                        | V型8気筒 285kW（388PS）       | 7G-TRONIC              | 4WD      |
| S500L 4MATIC ブルーエフィシェンシー | V型8気筒 320kW（435PS）       | 7G-TRONIC PLUS         | 4WD      |
| S600L                               | V型12気筒 380kW（517PS）      | 5速ティップシフト      | FR       |
| S63 AMG                             | V型8気筒 400kW（544PS）       | AMGスピードシフトMCT-7 | FR       |
| S63L AMG                            | V型8気筒 400kW（544PS）       | AMGスピードシフトMCT-7 | 4WD      |
| S600 Guard（防弾車）                | V型12気筒 500kＷ（612ps）     | 7G-TRONIC PLUS         | 4WD      |
| S65L AMG                            | V型12気筒 463kW（630PS）      | AMGスピードシフト5速AT | FR       |